# Australasian Championships 1914
Die 10. Australasian Championships waren ein Tennis-Rasenplatzturnier der Klasse Grand Slam, das von der ILTF veranstaltet wurde. Es fand vom 23. bis 28. November 1914 in Melbourne, Australien statt.
Titelverteidiger waren im Einzel Ernie Parker und im Doppel Alf Hedeman und Ernie Parker.